# František Heřman
František Heřman (* 3. května 1938, Československo) je bývalý československý házenkář a zlatý medailista z mistrovství světa v házené ve Švédsku v roce 1967.

## Kariéra
Hráčskou kariéru začal v týmu Škoda Plzeň. Dvě sezóny pak odehrál za Duklu Praha (1958/60).

## Ocenění
- titul mistra sportu[3]